# Metropolia Salerno-Campagna-Acerno
Metropolia Salerno-Campagna-Acerno – jedna z 42 metropolii Kościoła Rzymskokatolickiego we Włoszech. Została erygowana 30 września 1986 roku.

## Diecezje
- Archidiecezja Salerno-Campagna-Acerno
  - Archidiecezja Amalfi-Cava de’ Tirreni
  - Diecezja Nocera Inferiore-Sarno
  - Diecezja Teggiano-Policastro
  - Diecezja Vallo della Lucania
  - Opactwo terytorialne Santissima Trinità di Cava de’ Tirreni